# Ausbeutungsmissbrauch
Unter Ausbeutungsmissbrauch, auch Preishöhenmissbrauch versteht man im Kartellrecht neben dem Behinderungsmissbrauch und dem Strukturmissbrauch ein Verhalten zur Ausnutzung einer marktbeherrschenden Stellung.
Der Ausbeutungsmissbrauch wirkt sich im Gegensatz zum Behinderungsmissbrauch auf die Nachfrageseite aus, indem ein Unternehmen für seine Produkte einen Preis verlangt, „der in keinem angemessenen Verhältnis zu dem wirtschaftlichen Wert der erbrachten Leistung steht“.
Dabei geht man von der Annahme aus, dass marktbeherrschende Unternehmen ihre Produkte zu einem Preis anbieten können, bei dem ihre Grenzerlöse ihren Grenzkosten entsprechen. Dieser Cournot-Preis ist jedoch höher als der Wettbewerbspreis, bei dem der Preis den Grenzkosten der Produktion entspricht, und die Cournot-Menge ist geringer als die Produktionsmenge zu Wettbewerbspreisen.
Der Wettbewerbspreis, der als Maßstab für die Preissetzung verwendet wird, ist aber sehr schwer festzustellen, da ein den Markt dominierendes Unternehmen in der Lage ist, die Preise aktiv zu beeinflussen. Aus diesem Grund wurden folgende Konzepte zur Ermittlung des Wettbewerbspreises entwickelt:
- anhand der Preise auf Vergleichsmärkten, wobei man zwischen räumlichen, sachlichen und zeitlichen Vergleichmärkten unterscheidet (Vergleichsmarktbetrachtung) sowie
- anhand einer Kosten- und Gewinnanalyse des Unternehmens (Untersuchung der Preisbildungsfaktoren)

Der Ausbeutungsmissbrauch ist nach Art. 101, 102 AEUV und nach § 19 Abs. 2 Nr. 2 GWB verboten.
Diese Konzepte treten jedoch neuerdings an ihr Grenzen. So wird dem Unternehmen Facebook vom deutschen Bundeskartellamt vorgeworfen, seine Marktmachtstellung missbräuchlich durch Verstöße gegen das Datenschutzrecht zu missbrauchen. Dies soll insbesondere dadurch der Fall sein, dass sich das Unternehmen in seinen Nutzungsbedingungen auch die Möglichkeiten zur Datenverarbeitung außerhalb der Plattform einräumen lässt. Ob allerdings Datenschutzverstöße auch gegen das kartellrechtliche Marktmachtmissbrauchsverbot verstoßen, ist umstritten.